# Romsley (Shropshire)
Romsley – wieś w Anglii, w hrabstwie Shropshire. Leży 42 km na południowy wschód od miasta Shrewsbury i 184 km na północny zachód od Londynu.